# Brovsts kommun
Brovsts kommun var fram till kommunreformen 2007 en kommun i Nordjyllands amt i Danmark. Numera är kommunen en del av Jammerbugts kommun.

## Borgmästare
Kommunen hade följande borgmästare:
| Namn                 | Parti             | Period    |
| -------------------- | ----------------- | --------- |
| Carl Nielsen         | Lokalliste        | 1970–1986 |
| Henning Mysager      | Venstre           | 1986–1998 |
| Ole Christensen      | Socialdemokratiet | 1998–2002 |
| Mogens Christen Gade | Venstre           | 2002–2007 |